# Rychvald
Rychvald (en polonais : Rychwałd ; en allemand : Reichwaldau ) est une ville du district de Karviná, dans la région de Moravie-Silésie, en République tchèque. Sa population s'élevait à 7 783 habitants en 2024.

## Géographie
Rychvald se trouve à 10 km au nord-est du centre d'Ostrava, à 13 km à l'ouest de Karviná et à 283 km à l'est de Prague.
La commune est limitée par Bohumín au nord, par Orlová à l'est, par Petřvald au sud et par Ostrava à l'ouest.

## Histoire
La première mention écrite de la ville date de 1305.

## Galerie

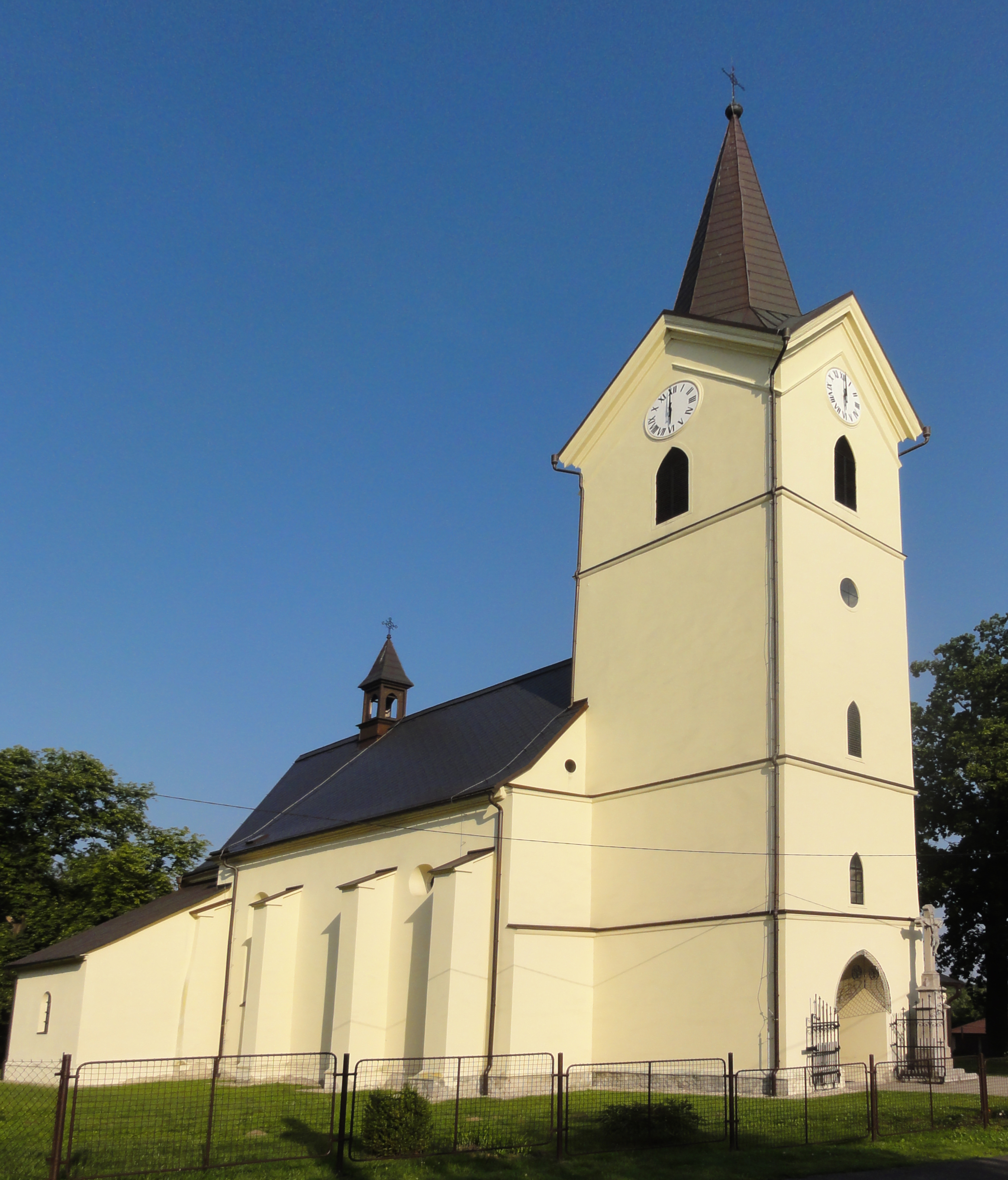
Église Sainte-Anne.
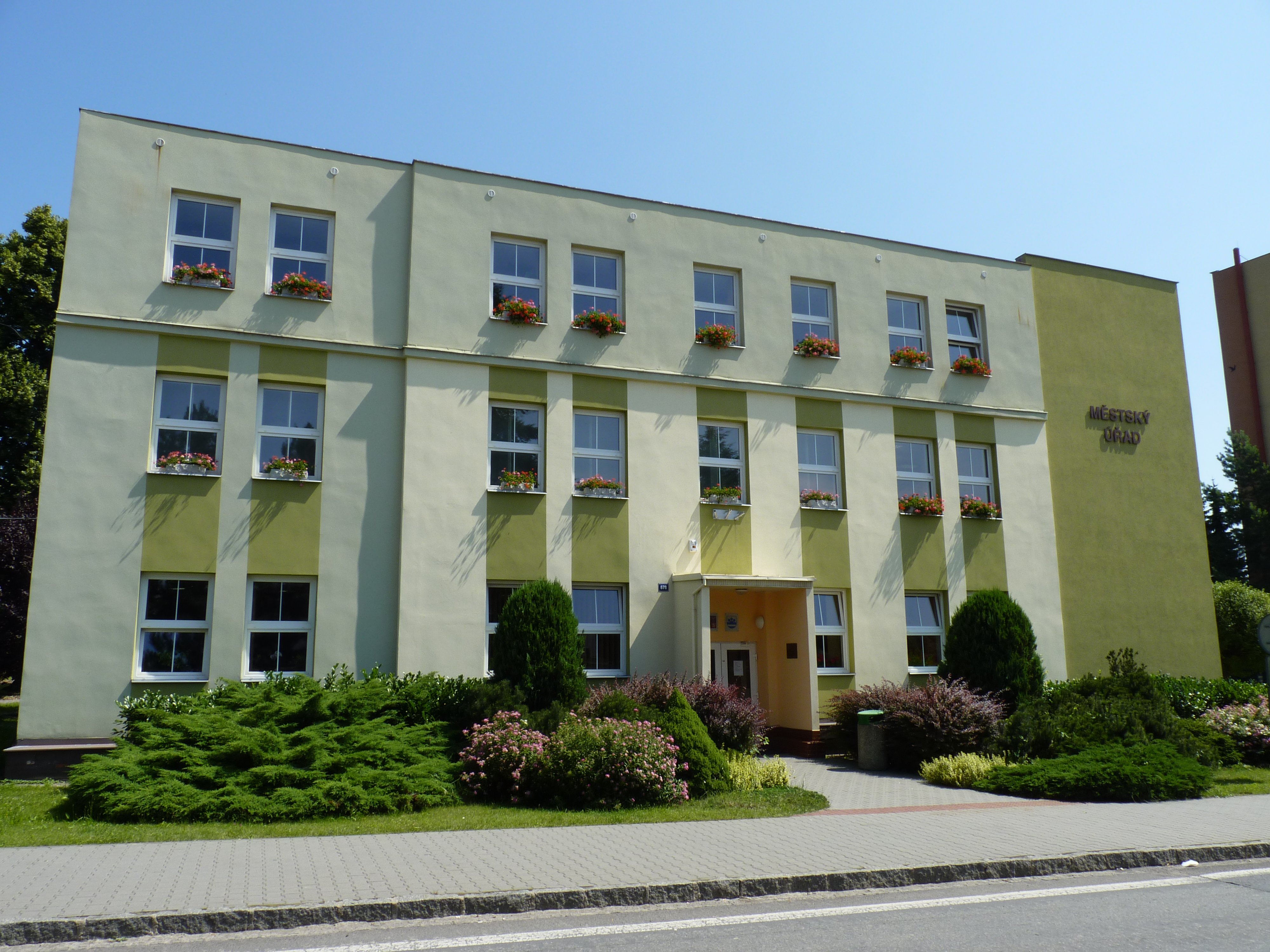
Hôtel de ville.

## Transports
Par la route, Rychvald se trouve à 5 km d'Orlová, à 10 km d'Ostrava, à 15 km de Karviná et à 364 km de Prague.